# 津ぎょうざ

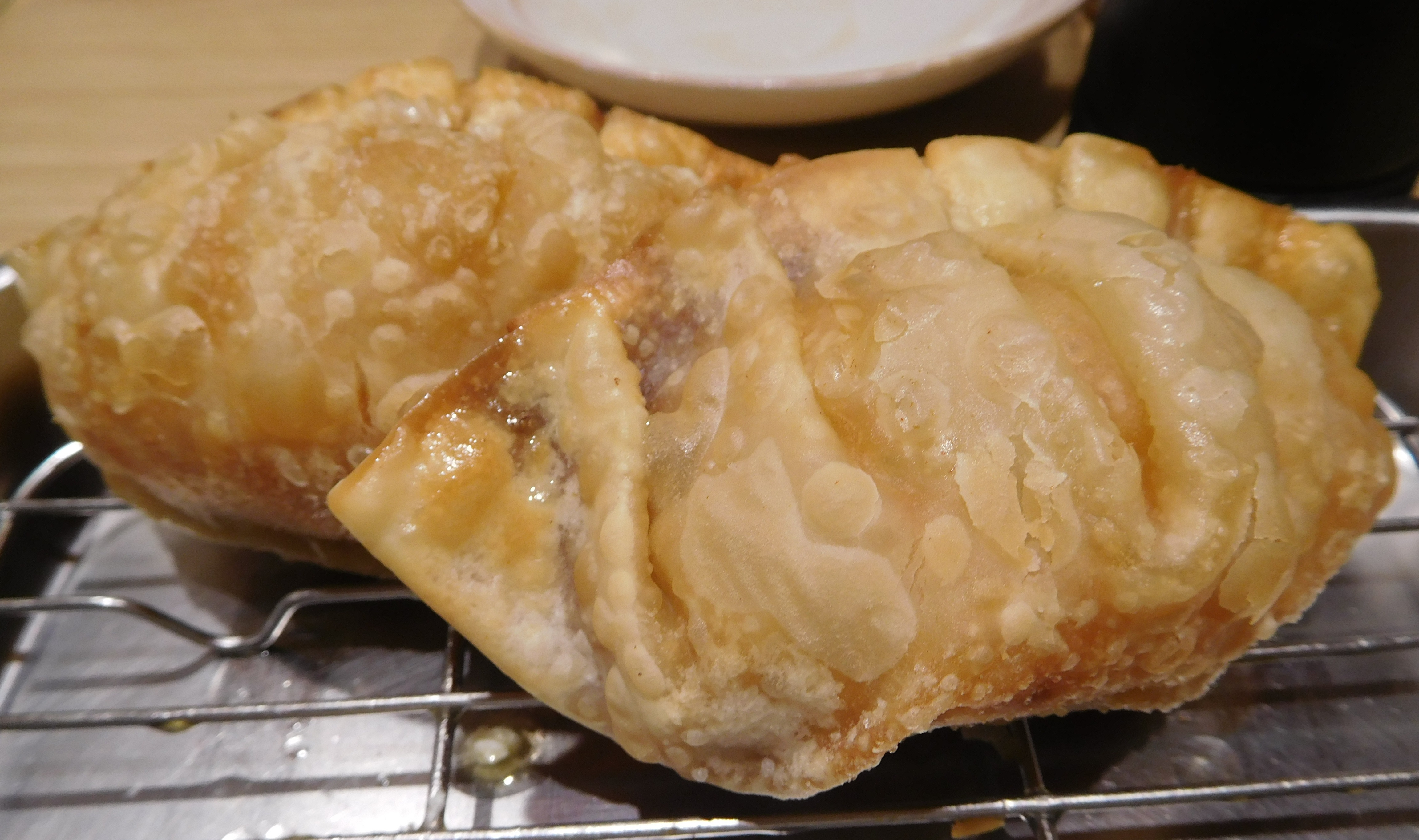
津ぎょうざの例

津ぎょうざ（つぎょうざ）は三重県津市のご当地グルメ。直径15センチメートルの皮で作った揚げ餃子である。
2024年4月時点では津市内で30店舗、津市外では5店舗で提供されている。

## 歴史
1985年頃に、津市内の小学校の給食メニューをつくる栄養士らが、児童らの栄養や満足感を考えて考案した料理である。通常サイズの餃子だと1人分のメニューでは複数個を作る必要があり、給食調理員が餃子を包む手間も増えるが、大きな皮で包んで油で揚げれば、栄養値も高く、児童も喜び、調理員の手間も省けることから考案された。
2008年10月の津祭りで、市民団体「津市元気大学」が津ぎょうざを試験販売し大好評となったことで、親子で食べた給食メニューが日本全国的なご当地グルメとなった。
津ぎょうざ小学校と津ぎょうざ協会により立ち上げられた「NPO法人津ぅ郷育委員会」が登録出願し、2021年11月30日に地域団体商標として登録された。
2024年3月に文化庁の100年フード「未来の100年フード部門」に津市からは初めて認定された。

## 定義・承認
以下の2つの要件を満たすこと。具材の指定がないため、提供する店舗によって味は異なる。
また、津ぎょうざを販売する際は津ぎょうざ協会事務局に許可を得なければいけない。
- 直径15センチメートルの皮で包む。
- 油で揚げる。

## B-1グランプリ戦績
市民ボランティア中心の有志による団体「津ぎょうざ小学校」が主体としてB-1グランプリに参戦し、以下の戦績を残している。
- 2016年東海・北陸B-1グランプリin坂井 - ゴールドグランプリ[2]
- 2017年東海・北陸B-1グランプリin富士 - ブロンズグランプリ[2]
- 2019年 - 最高賞[1]

## マスコットキャラクター
マスコットキャラクターとして津、津ぎょうざの精霊つつみんが設定されている。
つつみんは、津市ご当地グルメ部長として、前述の津ぎょうざ小学校と共にご当地イベントなどに参加している。